# Payman Maadi
Payman Maadi (pers. پیمان مَعادی; ur. 30 lipca 1972 w Nowym Jorku) – irański aktor filmowy i telewizyjny, okazjonalnie również reżyser, scenarzysta i producent filmowy. 
Przez dużą część życia mieszkał w USA. Zdobył popularność i uznanie dzięki współpracy z reżyserem Asgharem Farhadim, u którego wystąpił w Co wiesz o Elly? (2009) i Rozstaniu (2011). Za swój występ w drugim z tych filmów został laureatem zbiorowego Srebrnego Niedźwiedzia dla najlepszego aktora na 61. MFF w Berlinie.